# 我的心是你的
《我的心是你的》（西班牙語：Mi corazón es tuyo）是一部由安娜·加西亚·奥布雷贡開創，於2014年6月30日在明星频道開播的墨西哥电视连续剧。

## 演員和角色
- 西尔维娅·纳瓦罗 飾演 安娜·利尔
- 豪尔赫·萨利纳斯（英语：Jorge Salinas） 飾演 费尔南多·拉斯库拉印
- 麦凛·维拉纽瓦（英语：Mayrín Villanueva） 飾演 伊莎贝拉·巴斯克斯·德·卡斯特罗